# Big Top Halloween
| Recensione                | Giudizio |
| ------------------------- | -------- |
| Rolling Stone Album Guide | [ 1 ]    |

Big Top Halloween è il primo album del gruppo statunitense degli Afghan Whigs, pubblicato nel 1988 dalla Ultrasuede.

## Tracce
1. Here Comes Jesus (Dulli/Curley) - 3:36
2. In My Town (Dulli) - 2:58
3. Priscilla's Wedding Day (Dulli) - 4:03
4. Push (Dulli/McCollum) - 3:04
5. Scream (Dulli/McCollum) - 3:22
6. But Listen (Dulli/McCollum) - 5:23
7. Big Top Halloween (Dulli) - 3:33
8. Life In A Day (Dulli) - 2:13
9. Sammy (Dulli/Curley/Earle) - 3:16
10. Doughball (Dulli/McCollum/Curley) - 2:15
11. Back O' The Line (Dulli) - 2:51
12. Greek Is Extra (Dulli/McCollum) - 2:54

## Formazione

### Gruppo
- Greg Dulli - voce, chitarra, armonica
- Rick McCollum - chitarra
- John Curley - basso
- Steve Earle - batteria, percussioni

### Altri musicisti
- Wayne Hartman - pedal steel in Life In A Day
- Paul Cavins - pianoforte in Big Top Halloween e But Listen
- Michelle Dickinson - vibraslap in Big Top Halloween
- Jason Arbenz - cori in Push
- Janette Pierce Davis - cori in Big Top Halloween
- Anna Scala - cori in Scream e Sammy
- Crescent Springs Symphony
  - John Curley - Mr. Happy
  - Greg Dulli - tin whistle
  - Rick McCollum - fuche
  - Steve Earle - human whammy bar, ago-go bells
  - Mike Miller - flexitone
  - Michelle Dickinson - vibraslap
  - Anna Scala - cowbell, tambourine